# Aleuropleurocelus ceanothi
Aleuropleurocelus ceanothi es un hemíptero de la familia Aleyrodidae, subfamilia Aleyrodinae.
Fue descrita científicamente por primera vez por Sampson en 1945.